# NGC 3875
NGC 3875 ist eine linsenförmige Galaxie vom Hubble-Typ S0/a im Sternbild Löwe an der Ekliptik. Sie ist schätzungsweise 309 Millionen Lichtjahre von der Milchstraße entfernt, hat einen Durchmesser von etwa 90.000 Lj und ist Mitglied des Leo-Galaxienhaufens Abell 1367. 

Im selben Himmelsareal befinden sich u. a. die Galaxien NGC 3860, NGC 3862, NGC 3873, IC 2955.
Das Objekt wurde am 27. April 1785 von Wilhelm Herschel entdeckt.